# Vasa Order of America
The Vasa Order of America (svenska: Vasa Orden av Amerika) är ett svenskamerikanskt ordenssällskap. Orden bedriver social verksamhet och stöttar forskning och utbildning kopplad till svenskamerikanska frågor.

## Historik
The Vasa Order of America grundades 1896 i New Haven i Connecticut under tiden för den stora immigrationsvågen från Sverige till Amerika. Under 1800-talets slut bildades ett antal sjukkassor och liknande inrättningar med svensk koppling som stöd för immigranter i nöd. Amerikanska Vasaorden organiserades som ett nätverk för dessa. .  
Idag består The Vasa Order av en Storloge, 19 distriktloger och nästan 300 lokala loger i USA, Kanada och Sverige. Orden och logerna med närstående fonder och stiftelser erbjuder ekonomiskt stöd till äldre och sjuka medlemmar och stipendier för studier och forskning med anknytning till svensk kultur och det svenska språket. Orden driver ett arkiv, Vasa National Archives i Bishop Hill i Illinois, med dokument kopplade till svenskamerikansk historia.  
Organisationen leds av en Stormästare, en vice Stormästare, Storsekreterare, Storskattmästare och andra styrelseledamöter. Orden ger ut skriften Vasa Star (Vasastjärnan).

## Swedish-American of the Year
Sedan 1960 har The Vasa Order of America utsett en framstående amerikan med svensk börd till Swedish-American of the Year (Årets svenskamerikan).